# کریستف لو مول
کریستف لو مول (انگلیسی: Christophe Le Mével؛ زادهٔ ۱۱ سپتامبر ۱۹۸۰) دوچرخه‌سوار اهل فرانسه است.